# Geza Tumbas
Geza Tumbas (7. lipnja 1957.)
je boksač iz grada Subotice. Rodom je bački Hrvat. Bio je prvak Jugoslavije u lakoj kategoriji 1980. godine.
1980. se godine natjecala se za Jugoslaviju Olimpijskim igrama godine i u 2. krugu ispao od Angela Herrere koji je na tom turniru osvojio zlato.